# Aleksander Smolar
Pour les articles homonymes, voir Smolar.
Aleksander Smolar est un politologue et journaliste franco-polonais né en 1940 à Bialystok en Pologne.
Il préside la fondation Stefan-Batory à Varsovie. Il est également vice-président de l'Institut für die Wissenschaften vom Menschen à Vienne et membre de l’International Forum Research Council de Washington. Jusqu’à 2006, il est chercheur au Centre national de la recherche scientifique à Paris.
De retour en Pologne après 18 ans d'émigration politique en France, il devient conseiller politique du Premier ministre Tadeusz Mazowiecki, puis conseiller pour la politique étrangère auprès du Premier ministre Hanna Suchocka.
Il est le père de Piotr Smolar, journaliste au Monde et de la metteur en scène Anna Smolar.

## Publications
- Tabu i Niewinność, Universitas, 2010
- Les Juifs dans la mémoire polonaise, 1987[4]
- La Grande Secousse, Europe de l'Est, 1989-1990, avec Pierre Kende, Presses du Cnrs[5]
- Entre Kant et Kosovo, Etudes offertes à Pierre Hassner, avec Anne-Marie Le Gloannec

## Formation
- Diplôme en économie et sociologie de l'université de Varsovie
- Diplôme en relations internationales de la School for Advanced International Studies à l'université Johns-Hopkins.